# George Howard Darwin
Sir George Howard Darwin, FRS, (Downe, 9 juli 1845 – Cambridge 7 december 1912) was een Engelse astronoom en wiskundige. Hij was het vijfde kind (en de tweede zoon) van Charles Darwin en zijn vrouw Emma (meisjesnaam Wedgwood).
Darwin hield zich bezig met het onderzoeken van de relatie tussen de verschillende getijden en de zon, de maan en de aarde. Met name de methodes van Pierre-Simon Laplace en William Thomson spraken hem daarbij aan, zodat hij daar op voortborduurde. Darwin bedacht de 'theorie van maanformatie door splitsing'. Darwins conclusies worden tegenwoordig beschouwd als incorrect. Wel kreeg hij erkenning voor de toepassing van wiskundige technieken in het onderzoek naar de evolutie van het systeem waarin de aarde, de zon en de maan functioneren.

## Academisch leven
Darwin kreeg les van astronoom Charles Pritchard in Clapham, waarna hij een studiebeurs kreeg om verder te studeren op het St John's College en vervolgens Trinity College van de Universiteit van Cambridge. Daar was hij de één-na-beste wiskundige van zijn lichting. Later, in 1883, bekleedde Darwin de stoel van "Plumian" hoogleraar astronomie en experimentele filosofie op Cambridge.
Darwin won in 1892 de Gold Medal van de Royal Astronomical Society, waarvan hij later tot voorzitter werd benoemd (1899-1900). In 1905 werd hij voorzitter van de British Association.

## Bekroningen
Een krater op de planeet Mars werd naar George Darwin genoemd, de Crater Darwin. In 1879 werd hij verkozen tot Fellow of the Royal Society. Verder ontving hij in 1884 de Royal Medal van de Royal Society, waarvoor hij in 1891 een Bakerian lecture mocht houden (een erelezing). Darwin werd in 1897 verkozen tot Fellow of the Royal Society of Edinburgh (Schotland). In 1905 werd hij geridderd in de Orde van het Bad. In 1911 kreeg Darwin de Copley Medal.

## Familie
George Darwin trouwde in 1884 met Martha (Maud) du Puy uit Philadelphia. Samen kregen ze vier kinderen:
- Gwen Raverat (1885-1957), kunstenares.
- Charles Galton Darwin (1887-1962), natuurkundige.
- Margaret Elizabeth Darwin (1890-1974), trouwde met Sir Geoffrey Keynes (de broer van John Maynard Keynes).
- William Robert Darwin (1894-1970)